# Ладожская улица (Москва)
Ла́дожская у́лица — улица в Центральном административном округе Москвы между Бауманской и Малой Почтовой улицами.

## Происхождение названия
Название возникло в XVIII веке от фамилии домовладелицы Новоладожской (её предки, видимо, были выходцами из Новой Ладоги на Волхове), в доме которой находился кабак «Ладуга» (не исключено, что ассоциацией с Ладожским озером было обусловлено переименование соседнего переулка в Волховский). Другие источники выводят название непосредственно из названия кабака («фартины»). Какое-то время часть улицы, примыкающая к нынешней Бауманской улице, называлась Синявинский переулок — по домовладельцу адмиралу Синявину. Часть же улицы, когда-то примыкавшая к Яузе, называлась Цыганов переулок — по фамилии содержателя бань Цыганова.

## История
Расположена в центре исторического района Москвы — Немецкая слобода. Проходит рядом с тем местом, где в XVIII—XIX находился Немецкий рынок.

## Описание
Начинается Ладожская улица пересечением с Бауманской улицей в непосредственной близости от того места, где стоял дом, в котором родился А.С. Пушкин (Александр Сергеевич родился в доме, на месте которого в настоящее стоит здание бывшей Школьно-базовой столовой по адресу: г. Москва, Малая Почтовая ул., д.4/1-стр.1. Это на  650 метров дальше, по направлению к реке Яузе. Как раз Ладожская улица, ближе к своему окончанию, проходит «в непосредственной близости от того места, где стоял дом, в котором родился А.С. Пушкин». Сведения об этом событии были найдены в 1980-е годы, но т.к. уже все, что связано с рождением поэта было отнесено к адресу — Бауманская ул., д. 40, переделывать ничего не стали, оставили, как есть), заканчивается пересечением с Малой Почтовой  улицей и Третьим транспортным кольцом. Часть улицы с 2017 года является пешеходной. Здесь высажены деревья и обустроены зоны отдыха, дорожки замощены плиткой. Фонари на территории оснащены цветной подсветкой. В рамках благоустройства также был обустроен сквер между Ладожской улицей и улицей Фридриха Энгельса: здесь разбита зона для выгула собак и игровая площадка для детей, стилизованная под старую мельницу.

## Учреждения и организации

### По нечётной стороне
- № 11 — здание XIX века, незаконно частично снесено по заказу ООО «СМ капитал» зимой 2014 года при проведении ремонтных работ.